# 1-オクタデセン
1-オクタデセン(1-Octadecene)は、分子式CH2=CH(CH2)15CH3の長鎖の炭化水素及びアルケンである。オクタデセンの多くの構造異性体のうちの1つである。α-オレフィンに分類され、室温で液体である最長のアルケンである 。

## ヒドロシリル化
白金触媒存在下で、1-オクタデセンをトリクロロシランで処理すると、1-オクタデセンはヒドロシリル化されてシランの水素末端に結合し、オクタデシルトリクロロシランが生じる。